# ゲームチュー
ゲームチュー（gamechu、ゲーム中）は、オンラインゲームポータルサイトの名称。NeoWiz Japanにより2006年4月から運営が開始された。2008年6月にNeoWiz Japanがゲームオンに吸収されたため当ポータルもゲームオンの運営となっている。2012年5月にリニューアルし「Pmang」となった（「Pmang」は元々はゲームオンの親会社であるNeowiz Gamesの韓国のポータルサイトの名称である）。また、2023年1月1日より運営会社が株式会社ゲームオンから同社の完全子会社であった株式会社G・O・Pに移管（現在は独立）。

## 概要
会員登録をすれば1つのアカウントでMMORPGやFPSのほか、パチンコや麻雀といったカジュアルゲームをプレイする事ができる。またBlogやBBSなども併設され、コミュニティーポータル的な機能も持っている。ゲームは一度クライアントをダウンロードした後、ログインした状態で公式サイトの「ゲーム開始」ボタンを押して起動する仕組みになっている（ハンゲームやPlayncなどでも使われている、近年のオンラインゲームでは増加傾向にある起動方法）。
かつてはゲームヤロウが運営するDEKARON（MMORPG）も当ポータルからプレイすることができたが、ゲームオンへ移管した前後にサイトから消去されている。

## タイトル一覧
ゲームチューを介さないゲームオンの運営するオンラインゲームに関してはゲームオン#ゲーム一覧を参照。
サービス開始日は特に注釈がない限り正式サービスの開始日である。

### 正式サービス中の自社運営ゲーム
| ゲームタイトル           | ジャンル | 開発元                                  | サービス開始日 |
| ------------------------ | -------- | --------------------------------------- | -------------- |
| Alliance of Valiant Arms | FPS      | 韓国Redduck (Neowiz子会社・破産)→Neowiz | 2008年12月1日  |
| 新・天上碑               | MMORPG   | 韓国HI-WIN→GameOn Studio                | 2010年6月23日  |
| 黒い砂漠                 | MMORPG   | 韓国Pearl Abyss                         | 2015年5月8日   |
| ArcheAge                 | MMORPG   | 韓国XLGames                             | 2013年7月11日  |
| RED STONE                | MMORPG   | 韓国L&K Logic Korea                     | 2005年1月20日  |
| 眠らない大陸クロノス     | MMORPG   | 韓国Lizard Interactive                  | 2003年10月27日 |
| ロードス島戦記オンライン | MMORPG   | 韓国L&K Logic Korea                     | 2016年2月24日  |

- 上記以外にも上海や大富豪などといった定番的なゲームもある。また、アバターサービスも行われている。

### 正式サービス中の外部運営ゲーム
共同運営ゲームやチャネリングサービスを含む。
| ゲームタイトル                                          | ジャンル         | 開発元                   | 運営元                      | サービス開始日 |
| ------------------------------------------------------- | ---------------- | ------------------------ | --------------------------- | -------------- |
| ブラウザ三国志                                          | シミュレーション | ONE-UP                   | マーベラス                  | 2009年10月21日 |
| MU -奇蹟の大地-                                         | MMORPG           | 韓国WEBZEN               | Webzen Japan                | 2003年4月28日  |
| Soul of the Ultimate Nation                             | MMORPG           | 韓国WEBZEN               | Webzen Japan                | 2010年9月29日  |
| Continent of the Ninth(C9)                              | MMORPG           | 韓国WEBZEN               | Webzen Japan                | 2011年7月28日  |
| シルクロードレボリューション (旧シルクロードオンライン) | MMORPG           | 韓国Joymax               | WeMade Online               | 2011年9月2日   |
| エルソード                                              | MMORPG           | 韓国KOG Studios          | NHN PlayArt                 | 2016年6月1日   |
| 君主online                                              | MMORPG           | 韓国NDOORS               | VALOFE                      | 2006年3月31日  |
| アトランティカ                                          | MMORPG           | 韓国NDOORS               | VALOFE                      | 2017年5月23日  |
| ICARUS ONLINE                                           | MMORPG           | 韓国WeMade Entertainment | WeMade Online/NHNハンゲーム | 2016年3月31日  |
| League of Angels2 (原題：女神联盟2)                     | MMORPG           | 中国Youzu Interactive    | ACCESSPORT                  | 2017年4月11日  |
| World End Fantasy (原題：神曲)                          | MMORPG           | 中国7Road                | BRAEVE                      | 2016年2月29日  |
| TERA                                                    | MMORPG           | 韓国Bluehole             | NHN PlayArt                 | 2014年8月18日  |
| MU Legend                                               | MMORPG           | Webzen Japan→VALOFE      | Webzen Japan→VALOFE         | 2018年5月16日  |

1. 1 2 3  2017年5月1日、Webzen Japan設立に伴いゲームオンより運営を移管
2. ↑  2011年9月1日、ゲームオンよりWeMade Onlineへと移管
3. ↑  ハンゲームより移転

### サービス終了予定のゲーム
| ゲームタイトル                | 開発元       | サービス開始日 | 備考                                        |
| ----------------------------- | ------------ | -------------- | ------------------------------------------- |
| 大国戦                        | 中国創戦網絡 | 2017年7月11日  | 2019年10月31日サービス終了予定 (BRAEVE運営) |
| フィンガーナイツクロス        | 韓国NeoWiz   | 2017年7月25日  | 2019年12月19日サービス終了予定              |
| クックと魔法のレシピ おかわり | ゲームオン   | 2017年7月6日   | 2019年12月25日サービス終了予定              |

### サービス休止または終了した自社運営ゲーム
| ゲームタイトル                                                             | 開発元                           | サービス開始日 | サービス終了日     |
| -------------------------------------------------------------------------- | -------------------------------- | -------------- | ------------------ |
| R2BEAT                                                                     | 韓国SEED9 Entertainment          | 2006年10月5日  | 2009年9月9日(休止) |
| GUNZWEI                                                                    | 韓国MAIET Entertainment          | 2008年12月17日 | 2010年10月13日     |
| ALLODS ONLINE                                                              | ロシアAstrum Nival→Mail.Ru Games | 2010年11月10日 | 2011年11月30日     |
| EA SPORTS FIFA ONLINE 2                                                    | エレクトロニック・アーツ         | 2008年10月20日 | 2012年1月23日      |
| PRIUS ONLINE                                                               | 韓国CJインターネット             | 2009年6月15日  | 2013年5月8日       |
| 電脳コイル 放課後探偵局                                                    | ゲームオン                       | 2012年1月25日  | 2013年7月12日      |
| ルビニアサーガ (原題：星塵伝説)                                            | 中国シャンダ・ゲームズ           | 2012年1月12日  | 2014年1月22日      |
| ネコと勇者 (クロニア) くろネコONLINE改 (旧くろネコONLINE、原題HEVA Online) | 韓国PlayBuster/Windysoft         | 2011年2月22日  | 2014年2月12日      |
| ロードス島戦記 -伝説の継承者-                                              | ゲームオン                       | 2012年12月19日 | 2014年3月5日       |
| RF online Z                                                                | 韓国CCR                          | 2010年9月15日  | 2018年4月25日      |
| クックと魔法のレシピ                                                       | ゲームオン                       | 2012年6月22日  | 2018年6月28日      |
| BLESS                                                                      | 韓国NeoWiz                       | 2017年11月2日  | 2019年8月8日       |

1. ↑  ゲームオンでの正式サービス開始日。CJインターネットジャパンより移管後、βテスト期間が存在した。

### サービス休止または終了した外部運営ゲーム
| ゲームタイトル                        | 開発元      | 運営元    | サービス開始日 | サービス終了日 |
| ------------------------------------- | ----------- | --------- | -------------- | -------------- |
| 月華美人～七つの神器〜 (原題：秦美人) | 中国Moloong | BRAEVE    | 2016年7月27日  | 2018年8月31日  |
| KRITIKA                               | 韓国ALL-M   | 韓国ALL-M | 2013年12月11日 | 2019年1月30日  |

1. ↑  2017年2月15日、ゲームオンよりALL-Mへと移管

### サービス中止したゲーム
| ゲームタイトル    | 開発元                                       | 備考                                   |
| ----------------- | -------------------------------------------- | -------------------------------------- |
| NBA Street Online | エレクトロニック・アーツ                     |                                        |
| ライムオデッセイ  | 韓国SIRIUS ENTERTAINMENT→Cykan Entertainment | 韓国でのサービスが打ち切られたため断念 |